# コブラ効果
コブラ効果（コブラこうか、英: Cobra effect）は、問題を解決しようとしたけれども、実際には問題を悪化させてしまうときに生ずる 。
これは「意図せざる結果」の事例である。この用語は、経済や政治において正しくない刺激を与えるきっかけとなることを説明するために使われる。また、ドイツの経済学者ホルスト・シーバートによる同じタイトルの書籍（2001年）がある。

## 語源
「コブラ効果」という用語は、イギリス（英国）による植民地時代のインドにおける逸話に由来する。
インドを統治していた英国のインド総督府は、デリーにおける多くの毒ヘビ特にコブラの害を脅威と看做し、コブラの死骸を役所に持ち込めば報酬を与えることにした。
最初のうちは報酬目当てに多くの蛇が捕獲されたので巧くいくと思われていたが、蛇の死骸を多く持ち込めば収入が多くなるのなら蛇を捕獲するよりは蛇を飼って増やせば良いと目先の利く連中がコブラの飼育を始めてしまうことになった。
蛇を減らす目的の筈が反って蛇を増やす原因になったことを重く見て、この施策は取り止めになった。
この結果報酬目当てに繁殖していたコブラが野に放たれ、コブラの数は施策が行われる以前よりも増加してしまった。一見正しそうな問題解決策は、状況をさらに悪化させた。

### ラット効果
同様の事件が、フランス植民地支配下のベトナムのハノイでも発生した。フランスのインドシナ総督府は、蔓延していたラットの死骸を持ち込めば報酬を支払うことにした。この際死骸の「一部」でも持ってくれば報酬を与えるようにしたため切り落とされたラットの尾が多く持ち込まれたが、ラットの数が減るどころか尾が無いラットがハノイ中に目立つ様になった。よくよく調べてみると、ラットを捕まえて尾っぽだけを切り落としそのラットを放っていたことが判った。
放ったラットが、後でより多くのラットの子を産ませた方がより多くの報酬を得られると判断されていたのである。歴史家マイケル・ヴァンは、「イギリス領インドのコブラの事例は証明できないが、ベトナムのラットの事例は証明できるので、この効果を表す用語は『ラット効果』に変更することができる」と指摘している。

### 大躍進時の「除四害」
中華人民共和国の大躍進政策では伝染病を蔓延させたり農作物に害を与えるハエ・蚊・ラット・スズメを徹底的に駆除する「除四害」（四つの害を取り除く）キャンペーンが推進され、この時も死骸を持ち込めば報奨金を与える政策が行われたが、徹底的な駆除により行き場を失ったラットやスズメが外国公館に集まったりしたと言われている。
結果として除四害は農作物の害虫を捕食するスズメが極端に減少したことで生態系のバランスが崩れ、大躍進後期の大飢饉に繋がっている。

## 発展文献
- 櫻井 祐子 訳『0ベース思考 - どんな難問もシンプルに解決できる』ダイヤモンド社、2015年、176頁。ISBN 4478029067。